# Ariel Rosada
Ariel Javier Rosada (Campana, 11 april 1978) is een Argentijns middenvelder die uitkomt voor Olimpo de Bahía Blanca.
Rosada debuteerde op 19 februari 1998 voor Boca Juniors tegen Argentinos Juniors. In de zomer van 1998 werd Rosada getransfereerd naar AZ, maar na een half jaar in Nederland vertrok hij weer naar Boca Juniors. Vervolgens speelde Rosada vier seizoen voor Chacarita Juniors en twee seizoenen voor Newell’s Old Boys.
In de zomer van 2005 vertrok Rosada naar Mexico, waar hij enkele speelde voor Club Toluca. Begin 2008 vertrok Rosada naar Celta de Vigo.